# Надь, Иштван (художник)
Иштван Надь (венг. István Nagy; 28 марта 1873, Трансильвания, Австро-Венгрия — 13 февраля 1937, Бая) — венгерский художник, пейзажист, портретист.

## Биография
Из крестьян. Окончил учительскую семинарию в Клуж-Напока, работал педагогом. Однажды на его художественный талант обратил внимание Густав Фридрих Келети, который стал поощрять Надя к занятию живописью.
Иштван Надь поступил в Венгерский университет изобразительных искусств, где занимался под руководством Берталана Секея. Продолжил учёбу в Мюнхенской академии художеств (ученик Франца фон Ленбаха). За достигнутые успехи, получил стипендию для обучение в парижской Академии Жюлиана .
В 1902 году провёл свою первую выставку.
Участник Первой мировой войны. Служил на трансильванском и галицком фронтах, писал портреты солдат. В 1919 году вернулся в Будапешт. С 1920 совершил ряд поездок по Венгрии, создавая пейзажи, жил в колонии художников в городе Кечкемет.
В 1923 провёл вторую большую выставку своих работ, которая привлекла к себе большое внимание и похвалу. В 1924 году был удостоен первой премии на выставке «Общества им. Пала Синьеи-Мерше».
В 1930 году из-за проблем со здоровьем обосновался в г. Бая. В конце жизни перенёс заболевание миелита, затем инсульт, в результате которого лишился речи, но продолжал работать до последнего дня своей жизни.

## Избранные работы

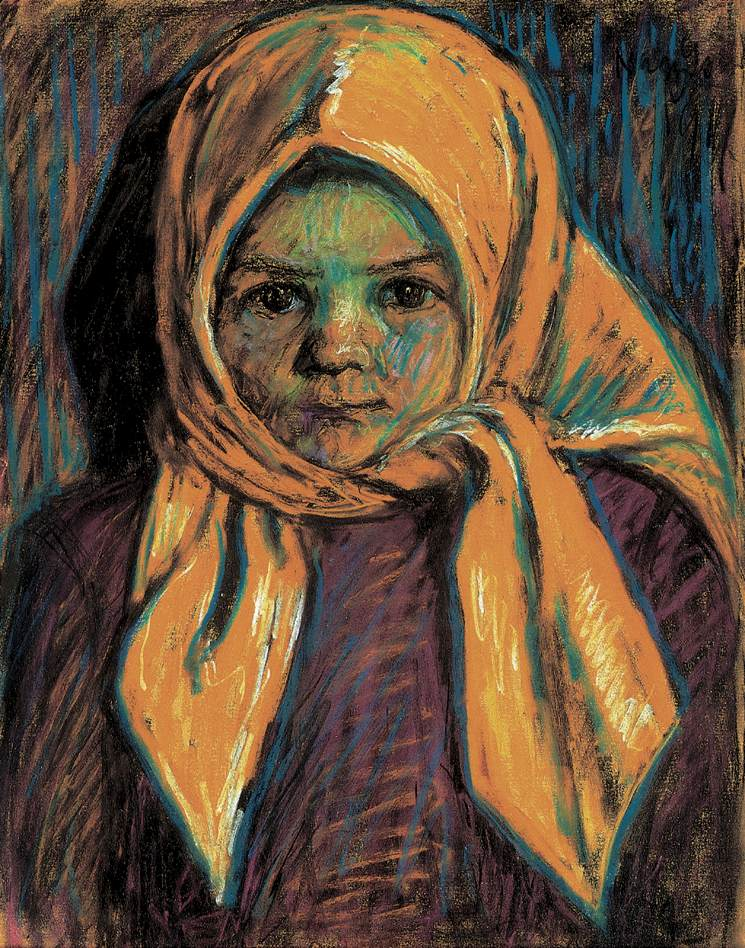
Девушка в жёлтом платке (1917)
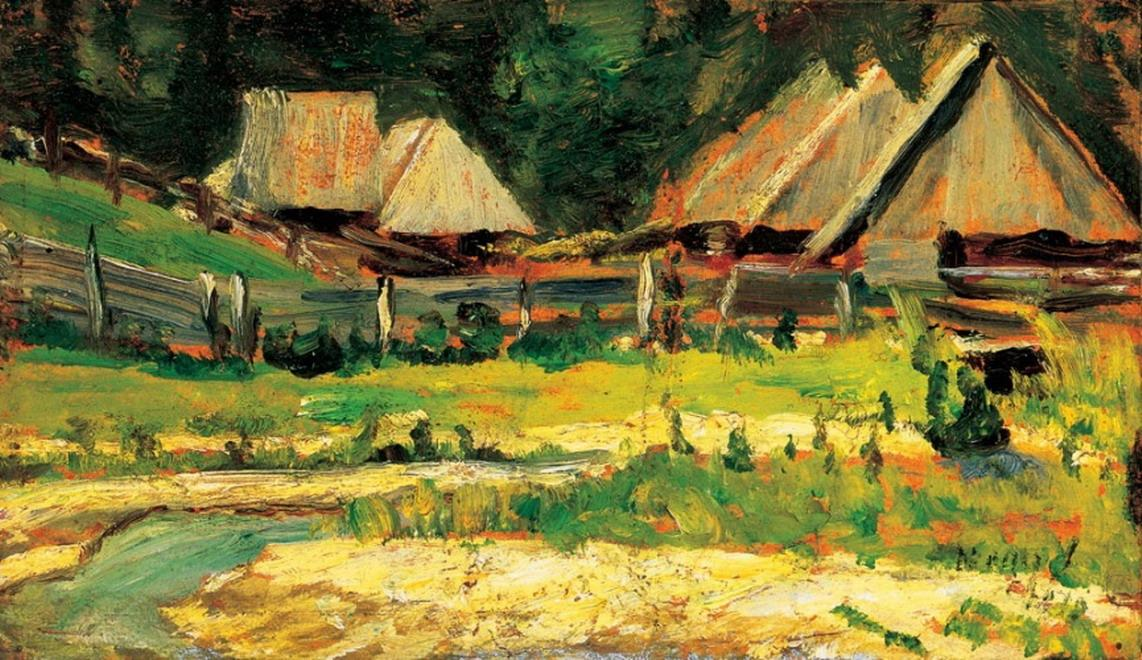
Сельский пейзаж (1910)
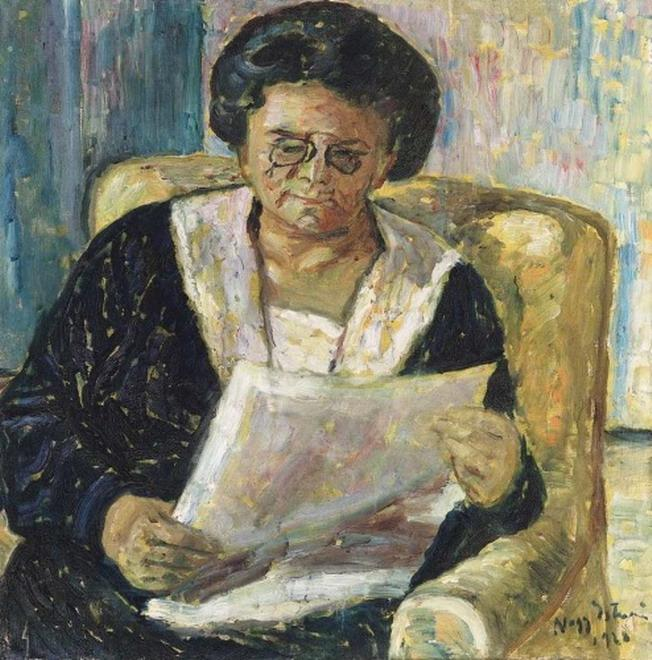
Чтение газеты (1920)
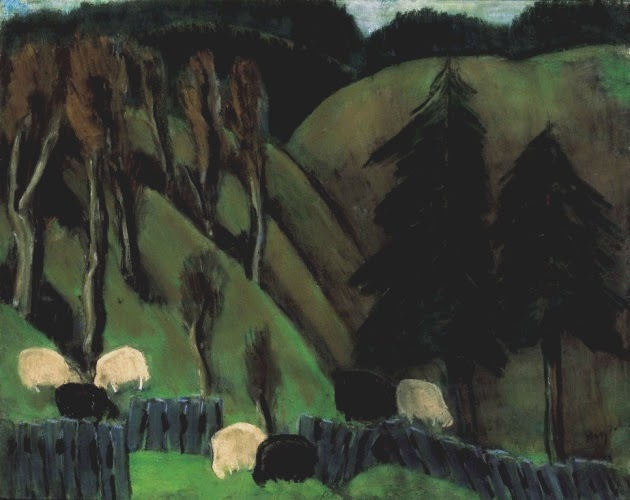
Моя родина (1927)
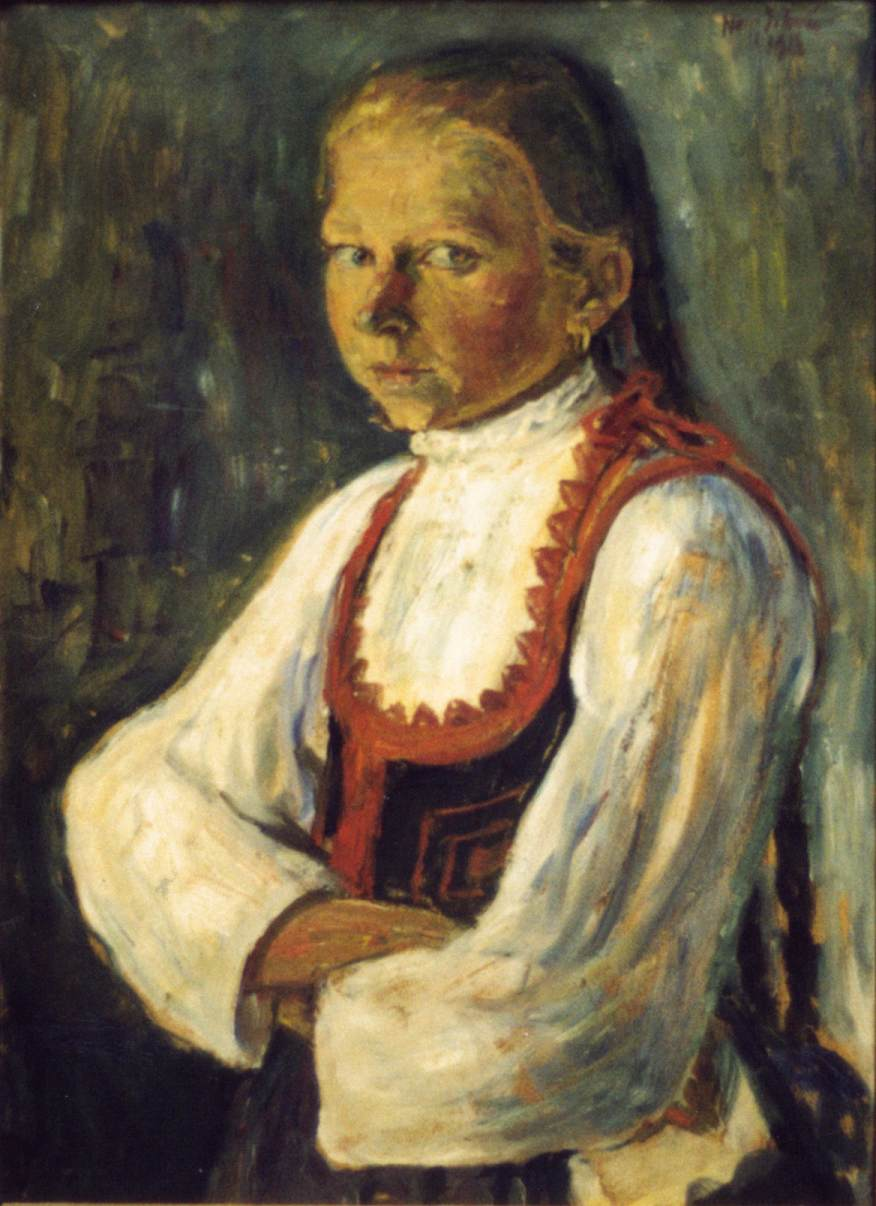
Портрет девушки (1913)